# Bărbărigeni
Bărbărigeni – wieś w Rumunii, w okręgu Vâlcea, w gminie Roești. W 2011 roku liczyła 181 mieszkańców.